# يوهان خواكيم سبالدينغ
يوهان خواكيم سبالدينغ (بالألمانية: Johann Joachim Spalding)‏ هو عالم عقيدة وفيلسوف ألماني، ولد في 1 نوفمبر 1714 في تريبزيس في ألمانيا، وتوفي في 25 مايو 1804 في برلين في ألمانيا.